# Carpodiptera mirabilis
Carpodiptera mirabilis es una especie de planta fanerógama perteneciente a la familia Tiliaceae. Es originaria de Cuba.

## Hábitat
Este hermoso árbol se localiza en el bosque pluvial montano en suelos derivados de piedra caliza en la provincia de Guantánamo.

## Taxonomía
Carpodiptera mirabilis fue descrita por Johannes Bisse y publicado en Feddes Repertorium 85: 598. 1974.